# Obersalzberg
Obersalzberg és un refugi de muntanya situat sobre la ciutat de Berchtesgaden a Baviera, Alemanya. Forma part del districte de Berchtesgadener Land i es troba a uns 120 quilòmetres al sud-est de Múnic, a prop de la frontera amb Àustria.
Obersalzberg és una atracció turística tradicional alemanya; però és més conegut per ser on Adolf Hitler -i altres alts càrrecs nazis- tenia la seva residència de muntanya, el Berghof, i també pel Kehlsteinhaus (el Niu de l'Àguila), erigit al cim del Kehlstein. Tots els edificis nazis excepte el Kehlsteinhaus, que encara existeix i que és un restaurant i una atracció turística, van ser enderrocats durant la dècada de 1950; però la història de la zona es pot recordar al museu Dokumentationszentrum Obersalzberg, obert el 1999.

## Història
El nom de l'àrea prové de les mines de sal que hi havia al Prebostat de Berchtesgaden. De fet, des del segle XII hi ha documentada activitat relacionada amb la mineria de sal al Pherg i, el 1517, va obrir una gran mina salina. El 1834 fou destrossada en un incendi; però el rei Lluís I en va ordenar la seva reconstrucció i avui en dia encara se'n preserven alguns dels components.
La zona era una de les vuit localitats del probostat (anomenat Gnotschaften) mencionat en el primer registre de propietats del 1456 i el regia una abadia agustina. El 1517 es va edificar la primera mina de sal de Berchtesgaden, activitat que es va convertit en la base econòmica del territori. El 1805, Àustria es va annexionar el territori i, entre el 1809 i 1810, va ser governat per França. Prèviament, el 1803 havia estat secularitzat i transferit al regne de Baviera el 1810. Salzberg va ser restablert com un municipi bavarès el 1817.

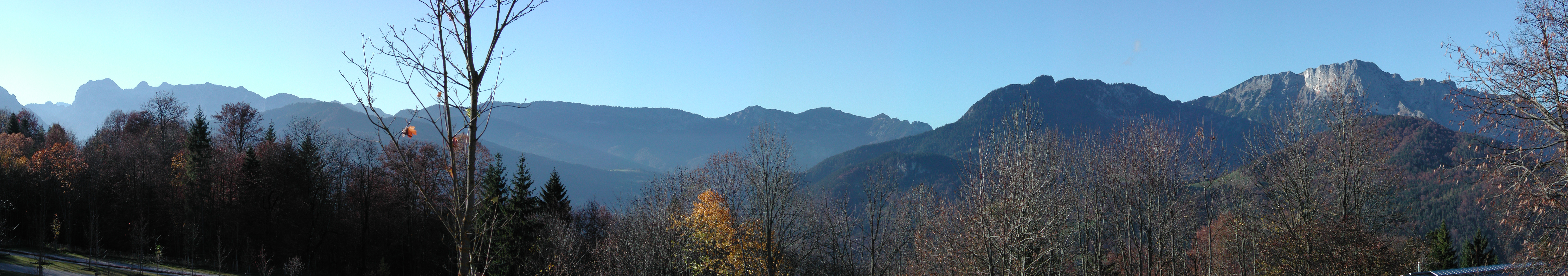
Panorama of Obersalzberg

Durant el segle xix, va començar a convertir-se en una zona de vacances a causa de l'atractiu de la natura. Més endavant, els principals jerarques nazis s'hi van desplaçar en massa durant la dècada del 1930 i van adquirir diverses propietats. Això va fer que, entre el 1935 i el 1936 tots els residents d'Obersalzberg haguessin venut les seves propietats o haguessin estat expulsats de la zona, que fou tancada a l'ús públic i anomenada Führersperrgebiet ("zona autònoma del führer"). Amb el temps, s'hi van construir diverses instal·lacions militars per a la seguretat dels residents i diversos serveis, hotels, búnquers subterranis i refugis antiaeris.
Malgrat que els jerarques nazis pretenien unir el municipi a Berchtesgaden, mai no ho dugueren a terme. Tot i això, el 1972, una reforma del govern local va unir els municipis de Salzberg, Maria Gern i Au (fins llavors independents) sota l'administració local de Berchtesgaden. Des de llavors, Obersalzberg és un districte o comunitat de Berchtesgaden.

### El retir de Hitler

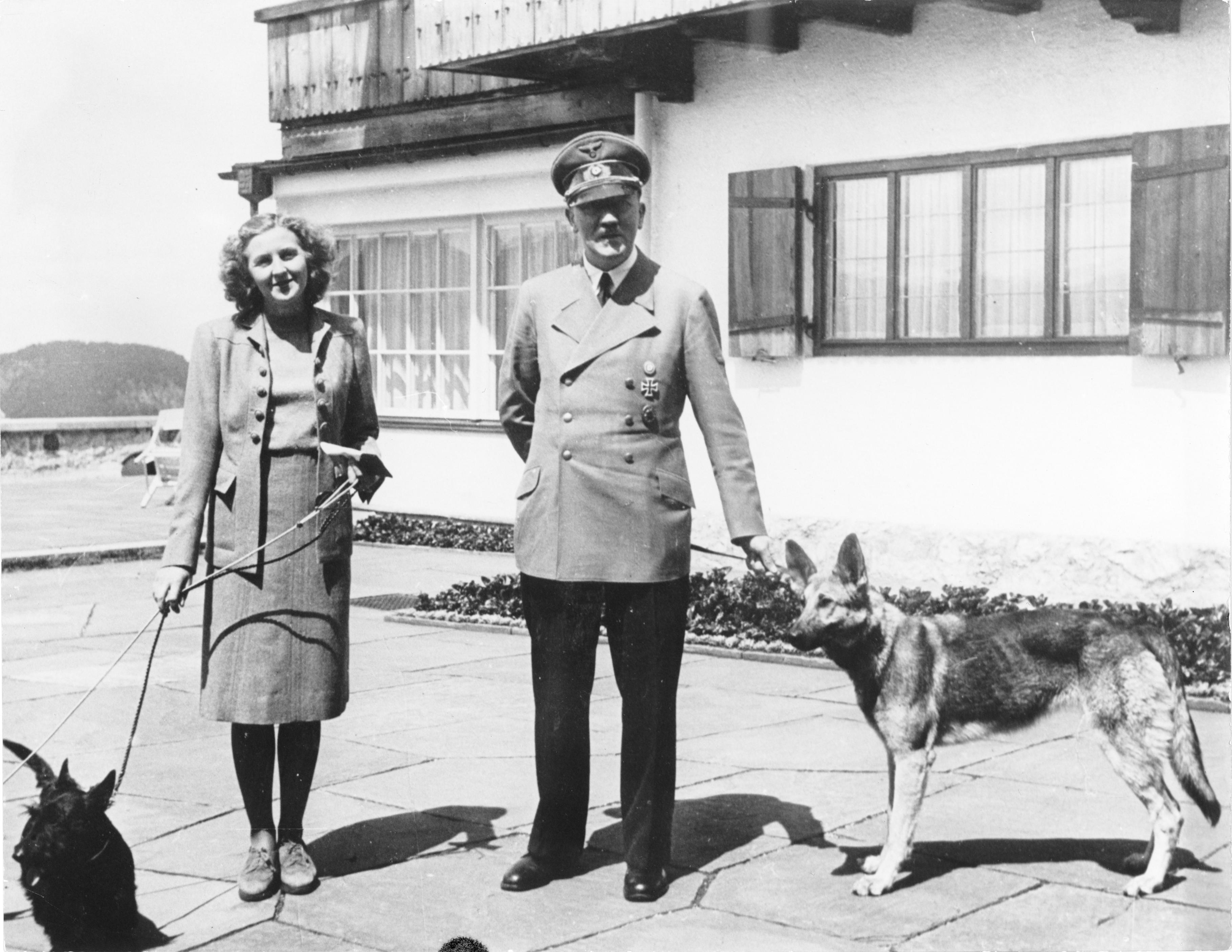
Hitler i Eva Braun al Berghof, 1942

El 1877 Mauritia Mayer, una pionera del turisme alpí, va obrir la Pension Moritz a Obersalzberg. Cap a la fi del segle xix, intel·lectuals alemanys com Richard Voss i Sigmund Freud, artistes com Johannes Brahms, Ludwig Ganghofer, Joseph Joachim, Ludwig Knaus, Franz von Lenbach, Peter Rosegger i Clara Schumann i industrials com Carl von Linde van començar a visitar la zona i hi van establir els seus retirs estiuencs i hivernals. A inicis de la dècada dels 1920, l'antic pilot d'automoblisme Bruno Büchner va llogar la pensió i, quan en va adquirir la propietat el 1928, la va rebatejar Platterhof, inspirat per la novel·la Zwei Menschen de Richard Voss.
El paisatge escènic i les vistes panoràmiques de les muntanyes també van atreure Adolf Hitler que, el 1923, va visitar el seu company de partit i antisemita, Dietrich Eckart a la pensió d'Obersalzberg, on s'amagava de la policia bavaresa. Aleshores, l'Obersalzberg era poc més que un grup de masies i vil·les d'estiueig en un prat amb vistes a Berchtesgaden. El 1925, després del seu alliberament de la presó de Landsberg a causa del cop d'Estat fallit, va retornar a la pensió i, mentre s'hi hostatjava, va acabar de redactar la segona part de Mein Kampf.

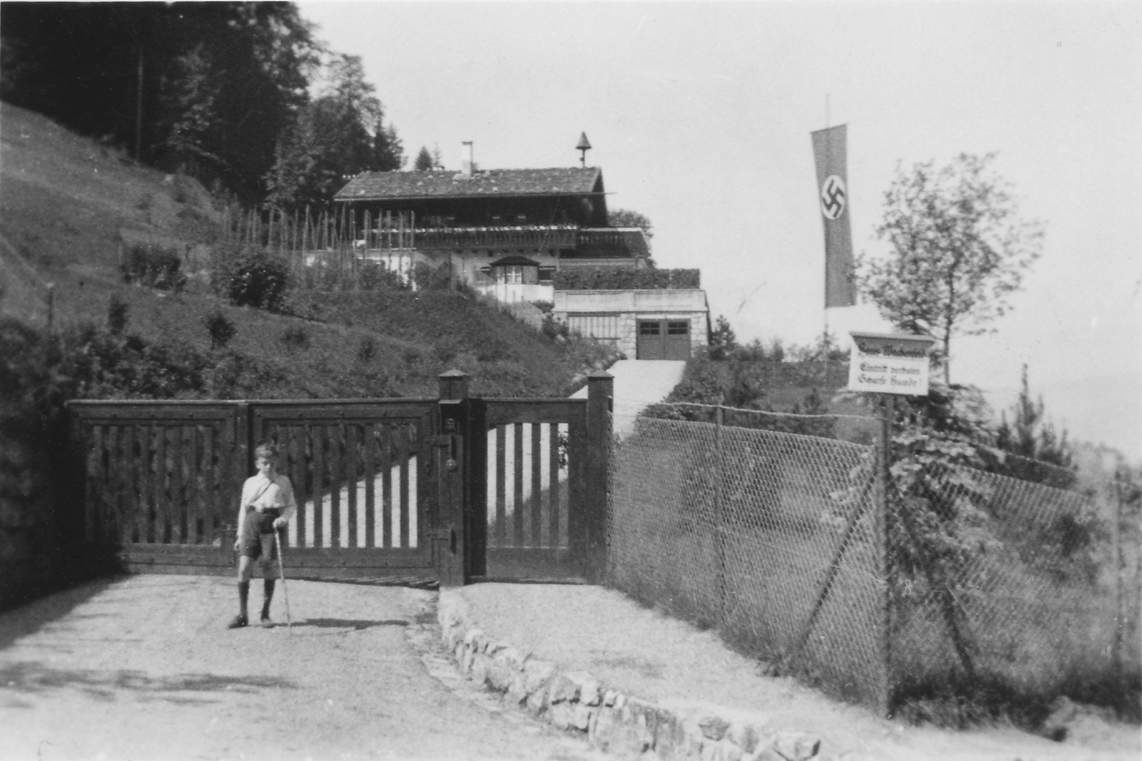
Haus Wachenfeld, 1934

Hitler es va aficionar tant a la zona que, el 1928, va utilitzar els ingressos que percebia de la publicació de Mein Kampf per a llogar un petit xalet anomenat Haus Wachenfeld a la vídua d'un industrial. Va posar la seva germanastra, Angela Raubal, al capdavant de la llar, juntament amb la seva filla Geli.

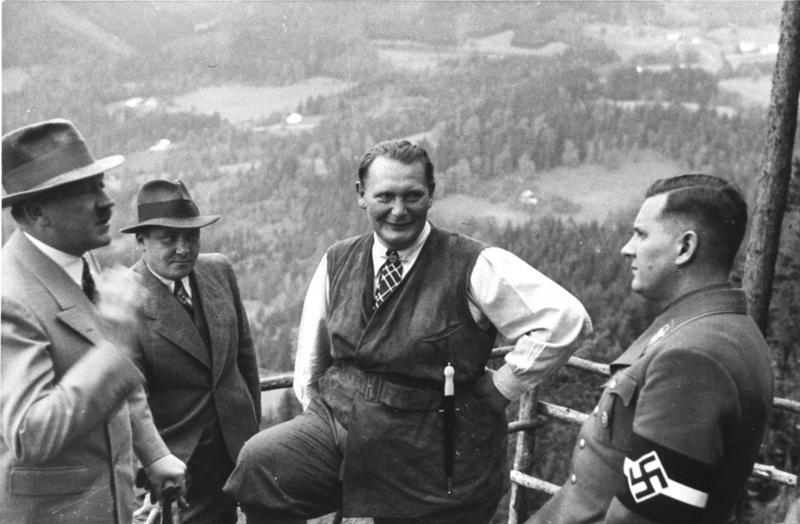
Hitler, Bormann, Göring i Baldur von Schirach a Obersalzberg, 1936

Mesos després de l'arribada al poder dels nazis (Machtergreifung), el gener de 1933, Hitler va comprar Haus Wachenfeld i hi va iniciar un seguir de tres reformes importants. La primera va suposar incloure-hi persianes i una petita oficina; a la segona, un any més tard, s'hi va fer un jardí d'hivern; i, finalment, en la renovació més extensa, entre el 1935 i el 1936, l'anteriorment modest xalet es va transformar finalment en l'extens complex que incloïa una pista de bitlles al celler i una finestra gegant que es podia baixar per oferir una vista panoràmica. La casa es va conèixer com el Berghof. Hitler hi va passar molt temps durant l'agost de 1939, mentre planejava la invasió de Polònia. La seva darrera visita coneguda al complex fou el 14 de juliol de 1944.
A partir del 1937, la Cancelleria del Reich tenia una segona seu al poble proper de Bischofswiesen, motiu pel qual Hitler celebrava moltes visites d'Estat al Berghof. A la zona també s'hi van construir altres edificis per als líders del règim, entre ells el Kehlsteinhaus ("la casa a la muntanya Kehlstein"), un edifici sense llits edificat a sobre del cim del Kehlstein (un aflorament rocós), que s'utilitzava per a reunions del Partit Nazi i per a rebre dignataris. Es va oferir a Adolf Hitler el 1939, en motiu del seu 50è aniversari; però només el va visitar en 14 ocasions, ja que, entre altres motius, tenia por a les alçades. Eva Braun, en canvi, l'utilitzava amb més freqüència.

### Zones de seguretat
Líders nazis com Hermann Göring, Martin Bormann i Albert Speer, entre d'altres, van adquirir habitatges a prop de la residència de Hitler. tant és així que, entre el 1935 i 1936, Bormann, el secretari del partit nazi, va expulsar tots els residents d'Obersalzberg, ja fos expropiant-los les propietats o, directament, desnonant-los i la major part dels edificis van ser enderrocats. D'aquesta manera, la zona va esdevenir un retir per a alts càrrecs nazis, que podien gaudir de cinema, escola per als seus fills, una caserna de les SS i un camp de tir subterrani.
Com que, cap a la meitat de la dècada del 1930, el Berghof va esdevenir una atracció turística, es van introduir restriccions severes d'accés a la zona i fortes mesures de seguretat. Un gran destacament de les SS Leibstandarte Adolf Hitler es va allotjar a una caserna adjacent al Berghof. Sota el comandament de l'Obersturmbannführer Bernhard Frank, feien guàrdia a una zona de seguretat acordonada ben extensa que també incloïa les residències d'altres jearques nazis. De fet, hi havia tres zones de seguretat a Obersalzberg. La primera, el Führersperrgebiet protegia Hitler i el seu equip personal de l'accés públic. Les altres dues protegien les instal·lacions de les SS i les SD, el personal de suport, els habitatges dels hostes, els búnquers subterranis i els refugis antiaeris.
Amb l'esclat de la Segona Guerra Mundial, es van instal·lar nombroses defenses antiaèrees i, fins i tot, mecanismes de generació de fum per amagar el complex del Berghof de l'aviació enemiga. Així mateix, l'antic Hotel zum Türken, proper al Berghof, es va rehabilitar en una caserna per a hostatjar-hi els SS membres del Reichssicherheitsdienst (Servei de seguretat del Reich, RSD) que patrullaven el complex. Diverses tropes de muntanya del Heer (exèrcit de terra alemany) també es van instal·lar a prop. Per aquest motiu, els britànics mai no van preparar un atac directe al complex.